# Rülzheim
Rülzheim település Németországban, Rajna-vidék-Pfalz tartományban. Lakosainak száma 8385 fő (2023. december 31.). Rülzheim Knittelsheim és Bellheim községekkel határos.

## Népesség
A település népességének változása:
| Lakosok száma | 5734 | 7972 | 8121 | 8258 | 8353 | 8385 |
|               | 1975 | 2017 | 2019 | 2021 | 2022 | 2023 |